# Micropecten plectofilum
Micropecten plectofilum is een tweekleppigensoort uit de familie van de Cyclochlamydidae. De wetenschappelijke naam van de soort is voor het eerst geldig gepubliceerd in 2004 door Oliver & Holmes.